# Dấm bỗng
Dấm bỗng còn gọi Giấm bỗng hoặc bỗng rượu, là một loại gia vị chua được dùng phổ biến trong ẩm thực Việt Nam, nhất là miền Bắc Việt Nam.

## Giới thiệu
Dấm bỗng là một sản phẩm phụ của hèm rượu để lên chua tự nhiên. Khi nấu rượu (để làm dấm bỗng, thường là dùng bã rượu nếp), gạo được nấu thành cơm, cho men vào và ủ, rồi thêm nước, cho vào nồi chưng cất thành rượu trắng. Phần xác cơm rượu được gọi là hèm. Người ta dùng hèm nấu đi nấu lại nhiều lần cho ra rượu nước hai, nước ba. Phần xác còn lại chắt lấy nước để tự nhiên qua một hai ngày sẽ trở nên chua chính là dấm bỗng.
Phần xác cơm rượu (không cần chắt, lẫn cả xác) đôi khi có thể được dùng ngay tùy theo sở thích và thói quen sử dụng.
Dấm bỗng được dùng trong rất nhiều món ăn tạo vị chua thanh, đặc biệt do có hương rượu và chút độ cồn dễ đánh bay được mùi tanh của cá, ốc,...

## Một số món ăn tiêu biểu sử dụng dấm bỗng
- Bún ốc
- Ốc nấu chuối đậu
- Canh riêu cua
- Thịt cuốn dấm bỗng